# 弗農 (堪薩斯州)
弗農（英語：Vernon）是位於美國堪薩斯州伍德森縣利柏提鎮區的一個非建制地區。

## 地理
弗農所處的海拔為高於海平面323米（即1060英呎），而該地所採用的時區為UTC-6，即北美中部時區（CST）。同時該地設有夏令時間，為UTC-6調快一小時，即UTC-5（CDT）。